# Grand Union Flag
La bandera de la Unión Continental (en inglés: Continental Union Flag) a menudo denominada la primera bandera estadounidense, bandera de Cambridge (en inglés: Cambridge Flag) y Grand Union Flag (en español: Gran bandera de la Unión), fue la bandera de las Colonias Unidas desde 1775 hasta 1776, y de facto la bandera de los Estados Unidos hasta 1777, cuando la bandera de 13 estrellas fue adoptada por el Congreso Continental.
El cantón está formado por la Union Flag británica, mientras que el campo está formado por trece franjas horizontales, alternando rojo y blanco.
La bandera de la Unión Continental hizo su primera aparición el 3 de diciembre de 1775, cuando fue izada en la puesta en servicio del buque insignia del almirante Esek Hopkins en la costa occidental del río Delaware en Filadelfia, Pensilvania.

## Origen del nombre
Conocida como la Continental Union Flag o American flag durante la Guerra de Independencia de los Estados Unidos, el nombre se deriva de una combinación de las palabras "Continental", en referencia al Congreso Continental, y "Union Flag", en referencia a la Union Flag británica de 1707 utilizada en las Trece Colonias.
Aunque a la bandera se la suele llamar "Cambridge Flag" y "Grand Union Flag", los términos no comenzaron a usarse hasta el siglo XIX. Aunque se ha afirmado que el apodo más reciente, Grand Union Flag, fue aplicado por primera vez a la bandera de la Unión Continental por G. Henry Preble en su libro de la época de la Reconstrucción Nuestra bandera, el primer uso comprobado del nombre provino del residente de Filadelfia T. Westcott en 1852 cuando respondió a una pregunta realizada en Notes and Queries, una periódico de Londres, sobre el origen de la bandera estadounidense.

## Diseño

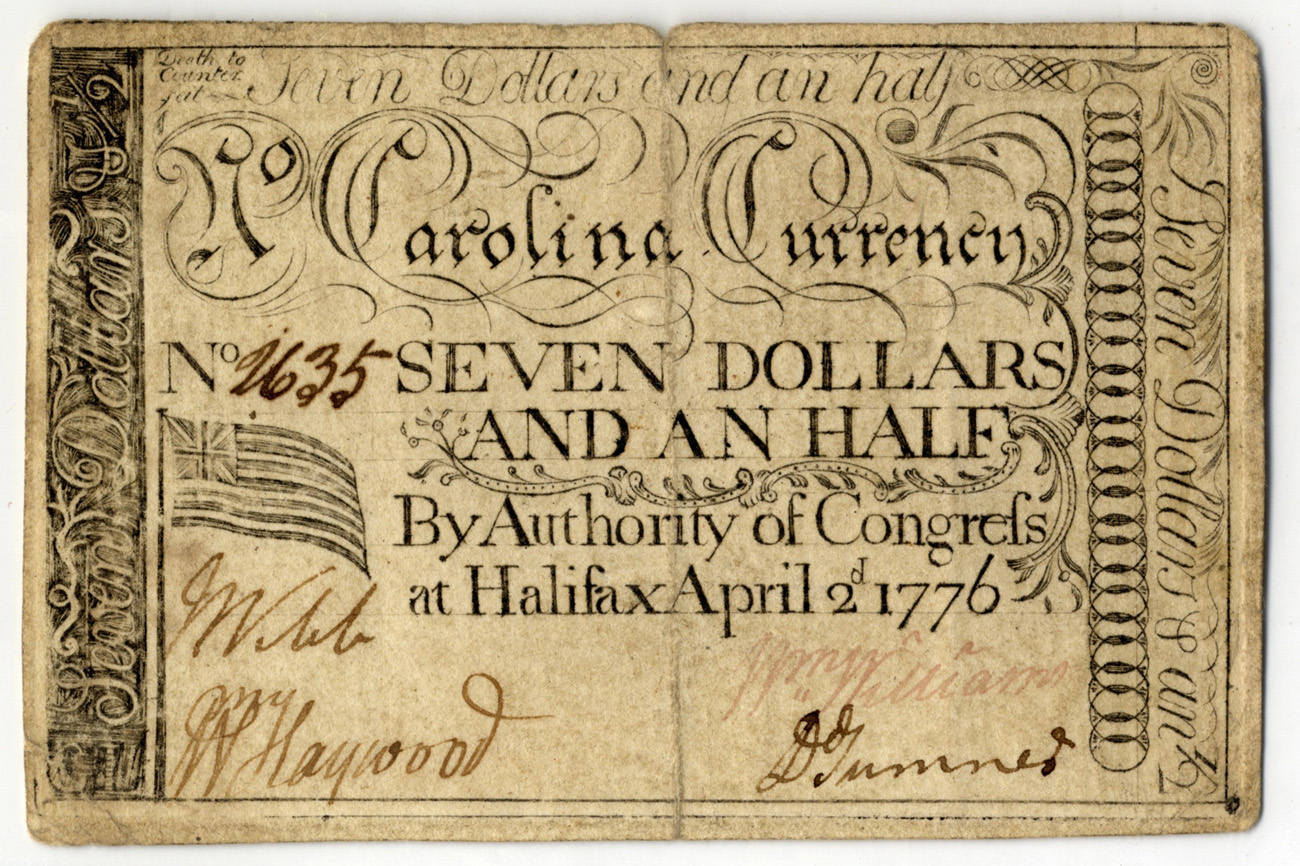
Billete de Carolina del Norte de $7½ emitido en Halifax el 2 de abril de 1776, que muestra la bandera de la Unión Continental completamente izada.

En una carta a los miembros del Congreso Continental desde Virginia, fechada el 5 de enero de 1776, el Comité Naval describió la bandera de la Unión Continental como la "bandera de la Unión británica... con rayas rojas y blancas en el campo". Después de haber visto la bandera de la Unión Continental ondeando a bordo del buque insignia del almirante Esek Hopkins unos días después, un residente de Filadelfia definió la bandera como una "bandera de la Unión británica, con 13 rayas en el campo, emblemática de las Trece Colonias Unidas".
El autor y profesor británico Nick Groom cree que la incorporación de la bandera de la Unión de 1707 en el cantón de la bandera de la Unión Continental sugiere que los estadounidenses la adoptaron, no como una protesta contra el Gabinete del Reino Unido, sino como una profesión de lealtad al Rey Jorge III. Esta opinión la comparte Laurie Calkhoven, biógrafa de George Washington, quien sugiere que el libro fue diseñado para reflejar su esperanza de reconciliación.